# Jugendpresse Deutschland
Die Jugendpresse Deutschland e. V. – Bundesverband junger Medienmacher*innen  (JPD) ist eine deutsche jugendeigene Jugendmedien-Organisation.

## Tätigkeitsbereiche, Projekte und Kooperationen
Als Zusammenschluss von 10 landesweit tätigen Jugendmedienverbänden koordiniert die Jugendpresse Deutschland länderübergreifende Aufgaben wie den bundesweit einheitlichen Jugend-Presseausweis oder den Schülerzeitungswettbewerb der Länder. Des Weiteren berät sie angehende Journalisten in Ausbildungs- und Rechtsfragen und fungiert als Herausgeber von Büchern und Zeitschriften, die sich mit Jugendmedien-Arbeit befassen. Teilweise organisiert der Verein für seine Mitglieder auch Seminare, Pressefahrten und größere Veranstaltungen wie die bundesweiten Jugendmedientage, den Jugendmedienworkshop im Deutschen Bundestag sowie die Youth Media Convention.
Zu den fortlaufenden Angeboten des Vereins zählen u. a. die Herausgabe der Eventzeitung politikorange, die Mobile Medienakademie (flexibel abrufbares Workshop-Angebot zu den Themen Medienkompetenz und Schülerzeitungsarbeit). Mit der Einführung von Uploadfiltern stellte sie die Internetplattform Jugendmedien.de, auf der junge Medienmachende eigenes Bildmaterial unter den Bedingungen einer Creative-Commons-Lizenz anderen Jugendmedien anbieten konnten, ein.
Im Mai 2008 wurde gemeinsam mit YN Press Russia in Kooperation mit dem Goethe-Institut Moskau und der Stiftung Deutsch-Russischer Jugendaustausch das deutsch-russischsprachige Jugendportal To4ka-treff ins Leben gerufen.
Seit 2017 organisiert die Jugendpresse alle 2 Jahre die JugendPolitikTage in Kooperation mit dem Bundesministerium für Familie, Senioren, Frauen und Jugend. Die JugendPolitikTage sind das einzige von der Bundesregierung initiierte Projekt, das politikfeldübergreifend Jugend beteiligt.
Es ist der größte Mitgliedsverband der European Youth Press und veranstaltet in Zusammenarbeit mit anderen Mitgliedern regelmäßig Reportagefahrten und Austauschprogramme in das europäische Ausland. Darüber hinaus ist der Verband Mitglied der Nationalen Initiative Printmedien und im Bundesnetzwerk Bürgerschaftliches Engagement.

## Status
Die Arbeit der Jugendpresse Deutschland ist als gemeinnützig anerkannt. Sie wird u. a. vom Bundesfamilienministerium und projektbezogen von der Bundeszentrale für politische Bildung finanziell unterstützt.

## Struktur
Die Jugendpresse Deutschland ist der Dachverband von 10 regionalen Jugendmedienvereinen. Als solcher ist die Jugendpresse für die Koordination der bundesweiten Arbeit sowie die bundesweite Informationsverbreitung zuständig. Einfluss auf die regionale Arbeit oder die Vereinsstrukturen der einzelnen Landesverbände hat die Jugendpresse nicht. Die Organisation der anfallenden Arbeiten läuft über Mailinglisten, Arbeitstreffen, Projektgruppen und ein mit hauptamtlichem Personal besetztes Büro in Berlin.
Im Kuratorium der Jugendpresse Deutschland sitzen u. a. Anja Reschke, Thomas Krüger, Ulrich Wickert, Thomas Leif, Volker Herres und Klaus Hurrelmann.

## Mitgliedsverbände
- Jugendpresse Baden-Württemberg (JPBW)
- Junge Presse Bayern e. V. (JPBay)
- Jugendpresse Berlin-Brandenburg e. V. (JPB)
- Jugendpresse Nord e. V. (JPNord)[10]
- Junge Presse Niedersachsen (JPN)[11]
- Verband der niedersächsischen Jugendredakteure (VNJ)
- Jugendpresse Rheinland e. V. (JPR)[12]
- Medienebene e. V. (ehemals Jugendpresse Rheinland-Pfalz; für Rheinland-Pfalz und Saarland zuständig)[13]
- Jugendpresse Sachsen (JPS)
- fjp>media, Verband junger Medienmacher in Sachsen-Anhalt